# Zdeněk Smetana

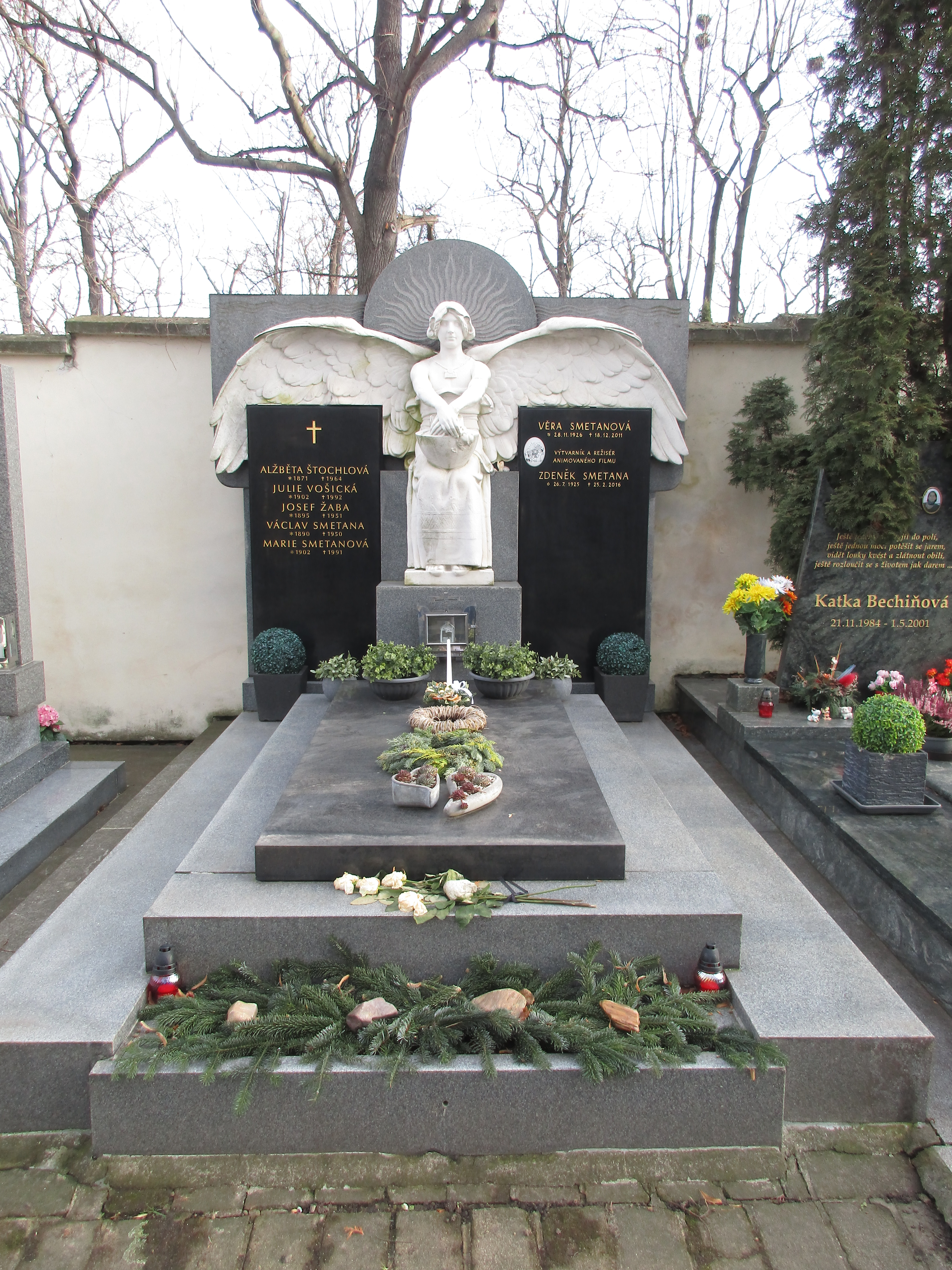
Hrob výtvarníka Zdeňka Smetany, hřbitov v pražské Bubenči

Zdeněk Smetana (26. července 1925 Praha – 25. února 2016 Praha) byl český výtvarník, animátor a režisér animovaného filmu.

## Život a dílo
Pocházel z úřednické rodiny z pražského Žižkova. Jeho rodiče ho v kreslení a malování podporovali od dětství, mimo jiné financovali soukromé lekce u akademického malíře Jaroslava Moučky. Ten ho naučil základy výtvarného řemesla, včetně míchání barev. Před totálním nasazením během druhé světové války byl uchráněn díky přímluvě svého profesora na reálném gymnáziu Miroslava Kužela, který mu zařídil práci v rytecké dílně. Po válce začal studovat výtvarnou výchovu pro střední školy na ČVUT u výtvarníka Cyrila Boudy. Po prvním roce se však rozhodl vyzkoušet kariéru v rozvíjejícím se studiu Bratři v triku. Na základě svých kreseb se svérázným grafickým projevem byl Jiřím Trnkou roku 1946 přijat. Animovaný film se tak stal jeho celoživotní náplní.
Zdeněk Smetana kreslil a maloval od dětství. Ve studiu začínal jako každý – od konturování a fázování. S přibývajícími zkušenostmi se vyšvihl na excelentního animátora a později na samostatného režiséra. Svůj charakteristický výtvarný projev expresivní perokresby uplatnil ve svých prvních filmech Půjde to (1950), Dostihy (1956), OP Prostějov (1959) a jiné. Autorskou tvorbou se pak až na výjimky zabýval až do konce svého tvůrčího života. Jako samostatný autor vytvořil ceněné animované morality a minigrotesky jako např. Lahev a svět, Jediná radost, Problematorium a Konec krychle.
Od počátku šedesátých let vyvíjel bohatou uměleckou činnost (animátor, výtvarník, scenárista a režisér v jedné osobě). V roce 1963 vytvořil satirickou grotesku Romanetto a o rok později kromě filmů reklamních vyprodukoval i sedm dalších – Věnec, V pravé dopoledne, Láhev a svět, Krvelačné šelmy, Halali, Deštník, Brejle. Následovala nespočetná řada dalších filmů a seriálů, jak pro dospělé, tak pro diváka dětského. Od roku 1968 se Zdeněk Smetana zařadil mezi autory televizních večerníčků první sérií Pohádek z mechu a kapradí (1968), Rákosníčkem (1975), Brundibáry (1980), Malou čarodějnicí (1984), Kubulou a Kubou Kubikulou (1986), výtvarně doprovodil večerníčky Štaflíka a Špagetku (1969 – režie V. Bedřich), Radovanovy radovánky (1989 – režie Z. Bártová) a O skřítku Racochejlovi (1997 – režie J. P. Miška). V průběhu své kreslířské tvorby si odběhl i k loutkovým filmům – Čára a Já (1974) a Strašení čmeláků (1977), nebo poloplastickým na motivy hravě erotických „poudaček“ J. Š. Kubína – Voda čerstvosti (1966 – první perníkový film výtvarnice H. Horálkové – veškeré fáze a části figur jsou upečené z perníku), Všehochlup (1978 – vyšívaný film výtv. Z. Bártová) a Drátovat, flikovat! (1980 – natočeno ve stylu lidových maleb na sklo). Za své filmy získal na padesát domácích i zahraničních ocenění. V roce 1979 byl jeho film Konec krychle Britskou filmovou akademií označen za nejlepší evropský film roku.
Výtvarně doprovodil i několik hraných filmů – seriál Klapzubova jedenáctka (1967), Jak dostat tatínka do polepšovny (1978).

## Ocenění
- 1980 – Státní cena Klementa Gottwalda za seriál Rákosníček a hvězdy a další tvorbu pro děti[6]
- 1985 – zasloužilý umělec[1]
- TýTý 2003 – Dvorana slávy